# Gilles Pudlowski
 (juin 2021).
 (octobre 2015).
Si vous disposez d'ouvrages ou d'articles de référence ou si vous connaissez des sites web de qualité traitant du thème abordé ici, merci de compléter l'article en donnant les références utiles à sa vérifiabilité et en les liant à la section « Notes et références ».
Gilles Pudlowski, né le 15 novembre 1950 à Metz en Moselle, est un journaliste, essayiste, critique littéraire et critique gastronomique français. Fondateur des guides Pudlo, il est aussi chroniqueur à Saveurs et à Cuisine et Vins de France ainsi que rédacteur en chef du blog Les Pieds dans le plat.

## Biographie
Après un diplôme de troisième cycle de l'Institut d'études politiques de Paris et une licence d’histoire, il débute au Quotidien de Paris de Philippe Tesson avant Les Nouvelles littéraires. Jean-François Kahn, qui reprend ce dernier magazine, lui confie la responsabilité des pages littéraires et lui demande de prendre également en charge la chronique gastronomique[réf. souhaitée].
Sa notoriété est notamment liée au Point, dont il fut le chroniqueur attitré de 1986 à 2014. Grand reporter, il assumera la responsabilité des pages tourisme, puis gastronomie, tout en collaborant activement à la rubrique littéraire.
De 1990 à 2016, Gilles Pudlowski donne une chronique hebdomadaire aux Dernières Nouvelles d’Alsace et, de 1992 à 2015, au Républicain lorrain.
Pour les magazines Saveurs et Cuisine et Vins de France, il effectue de grands reportages sur les régions de France et des portraits des chefs en Europe et dans le monde. Il collabore également à la revue de François Cérésa, Service Littéraire. Il est, depuis 2016, membre du jury du prix du premier roman.
Après quelques essais parcellaires (notamment plusieurs éditions des 52 week-ends autour de Paris ou « le Guide de l’Alsace heureuse »), il crée, en 1989, son propre guide « global ». C’est d’abord le Guide Pudlowski des villes gourmandes (Albin Michel) qui obtient le Gutenberg du livre pratique 1990. Le Pudlo Paris paraît chaque année à partir de 1990, comme le Pudlo France, depuis 2000, aux éditions Michel Lafon.
Gilles Pudlowski a également publié des Pudlo au format poche consacrés aux bistrots parisiens, à la Bretagne, l’Alsace, la Lorraine, la Corse et le Luxembourg. Selon le New York Times « ses assiettes sont plus fiables que les étoiles du Michelin ».
Gilles Pudlowski a notamment publié des essais autobiographiques sur le thème de l'attachement à la France, comme le Devoir de Français, L’Amour du pays, couronné par les prix Jacques Chardonne et Maurice Genevoix, mais aussi Les Chemins de la Douce France (qui obtient le prix littéraire du marché de Rungis) ainsi qu'un roman, Le Voyage de Clémence (1987) et Le Dictionnaire amoureux de l'Alsace.
On lui doit également la préface du Larousse gastronomique (2007), des anthologies littéraires (L'Année Poétique, Le Goût de Strasbourg), des beaux livres (Les Grandes gueules, Elles sont chefs, Les Trésors gourmands de la France, France Bistrots, Les Plus belles tables de France), ainsi qu’un manuel de savoir-vivre : Comment être critique gastronomique et garder la ligne, qu'il mettra à jour quelques années plus tard avec À quoi sert vraiment un critique gastronomique, qui devient l'ouvrage de référence sur ce métier.[réf. souhaitée]
Il est président du Prix du premier roman en 2021.

## Distinctions, récompenses et reconnaissances
- Officier de l'ordre national du Mérite (2023)[6]
- Chevalier de l'ordre des Arts et des Lettres (1986)
- Chevalier de l'ordre du Mérite agricole (1996)

En 2007, dans la pièce de théâtre "Un Monde Fou", de Becky Mode, adaptée en français par Attica Guedj et Stephan Meldegg, et jouée au Théâtre la Bruyère par Eric Métayer, qui y interprète tous les rôles, il est désigné sous son nom, comme "le" critique gastronomique qui chamboule l'ordonnance du service d'un restaurant en vogue (cf. Un Monde Fou, collection des Quatre Vents Contemporains, l'Avant Scène Théâtre).

## Publications

### ChezMichel Lafon
- Le Pudlo France, 2000, 2001, 2002, 2003, 2005, 2006, 2007, 2008, 2009
- Le Pudlo Paris, 1999, 2000, 2001, 2002, 2003, 2004, 2005, 2006, 2007, 2008, 2009, 2010, 2011[8], 2012, 2013[9], 2014, 2015[3], 2016, 2017, 2018, 2019
- Les Bonnes Tables de Gilles et Stéphane (avec Stéphane Layani), 2019
- Le Pudlo Paris des Bistrots et Brasseries, 2007, 2009, 2010
- Le Pudlo Week-Ends, 2000
- Le Pudlo Corse, 2004, 2005
- Le Pudlo Bretagne, 2005, 2008, 2009, 2010
- Le Pudlo Alsace, 2007, 2009, 2011, 2012, 2013, 2014, 2015, 2016, 2017[10]
- Le Pudlo Lorraine, 2007, 2009
- Le Pudlo Luxembourg, 2007

### ChezFlammarion
- Le Devoir de Français, récit, 1984.
- L'Amour du Pays, récit, 1986 (prix Maurice-Genevoix, prix Jacques-Chardonne (en)).
- Le Voyage de Clémence, roman, 1987. Prix Paul-Flat de l’Académie française 1988
- Elles sont chefs (photos de Maurice Rougemont), 2005.
- Les plus belles tables de France (photos de Maurice Rougemont), 2011.

### Aux éditions J'ai Lu
- Le Devoir de Français (2012)

### ChezArmand Colin
- À quoi sert vraiment un critique gastronomique?, 2011

### Aux éditions de la Martinière
- France Bistrots (photos de Maurice Rougemont) 2012.
- Les Grandes Tables de Paris (photos de Maurice Rougemont) 2013

### Aux éditions du Chêne
- Avec Philippe Bohrer, Le Crocodile (photos de Maurice Rougemont) 2012.
- Le Tour de France Gourmand (photos de Maurice Rougemont) 2014, Prix des Ecrivains gastronomes 2015
- La Maison Kammerzell (photos de Maurice Rougemont) 2014

### ChezGlénat
- Les Grandes Gueules et leurs recettes (photos de Maurice Rougemont) 2009.

### AuMercure de France
- Le Goût de Strasbourg, 2006

### Aux éditions Athéo
- Le Pudlo Alsace-Lorraine, 2004

### Chez Mazarine/Fayard
- Le Pudlo de Paris Gourmand, 1998.

### ChezRamsay/Michel Lafon
- Le Pudlo de Paris Gourmand, 1995, 1996, 1997.

### Aux éditions Jean-Paul Schortgen
- Le Pudlo Luxembourg, 2002, 2005.

### Aux Éditions de la Renaissance du Livre
- Les Trésors Gourmands de la France (photos de Maurice Rougemont), 1997.

### AuxÉditions du Rocher
- Comment être critique gastronomique et garder la ligne, 2004
- Le Devoir de Français, récit 2003

### ChezRobert Laffont
- Saveurs des Terroirs de France, avec les sœurs Scotto, 1991.

### ChezPlon
- Le Dictionnaire Amoureux de l'Alsace, 2010  (ISBN 978-2-259-20947-2)
- Les Chemins de la Douce France, récit, 1996.

### ChezAlbin Michel
- 52 week-ends autour de Paris, 1983, 1985, 1987, 1990, 1993.
- 52 week-ends en France, en collaboration, 1986.
- La Jeune Cuisine d'Alsace, 1986.
- Le Guide Pudlowski de l'Alsace Gourmande, 1988, 1989, 1992, 1995... 2016 [11].
- Le Guide Pudlowski des Villes Gourmandes, 1989 (Gutenberg du livre pratique 1990).
- Le Guide Pudlowski de Paris gourmand, 1990, 1991.
- 52 week-ends dans les Relais et Châteaux, 1991, 1994.

### Chez Argentoratum
- Le Pudlo Alsace de l’an 2000, 1999

### Chez Bueb et Reumaux
- Le Guide de l'Alsace heureuse, 1985.

### Aux Éditions Saint-Germain-des-Prés
- Litanie du Blues, 1974
- Jean Poperen et l'UGCS, du PSU au Parti socialiste, itinéraire d'un courant politique, 1975

### Chez François Bourin
- Je vous écris de Strasbourg, 1988.

### En Poche-DNA/Éditions de la Nuée bleue
- Guide de Strasbourg gourmand, 1993
- Winstubs d'Alsace, 1994, 1996.
- Paris für Feinschmecker, 1994 (en allemand).
- Lorraine gourmande, 1996.

### ChezJean-Claude Lattès
- Le Guide Pudlowski de Paris Gourmand, 1992 (prix la Mazille), 1993, 1994.

### Chez Seghers
- L'Année poétique 77, anthologie, 1978.

### Chez Hologrammes
- Paris, fête gourmande, 1990

### AuxÉditions Ouest-France
- Bretagne Nouvelle Vague (photos de Jean-Daniel Sudres), 2012
- Alsace Nouvelle Vague (photos de Maurice Rougemont), 2013
- Alsace Tradition (photos de Maurice Rougemont), 2013

### A la Little Book Room (New York)
- Pudlo Paris 2007-2008,  (ISBN 978-1-892145-48-2)
- Pudlo France 2008-2009,  (ISBN 978-1892145-51-2)
- Pudlo Normandy & Brittany 2008-2009,  (ISBN 978-1892145-62-8)
- Pudlo Alsace 2008-2009,  (ISBN 978-1892145-61-1)
- Pudlo Provence, the Côte d'Azur & Monaco 2008-2009,  (ISBN 978-1892145-60-4)

### Aux éditions Alexandrines
- L’Alsace des écrivains, 2016.  (ISBN 9782370890252)

### Aux éditions Gründ/Plon
- Le Dictionnaire Amoureux illustré de l'Alsace, 2016

### Aux éditions Steinkis/Incipit
- Dans la tête de Pierre H, 2016 (réédition J'ai Lu 2017)

### Aux éditions HC
- L'Alsace vue du ciel (photos de Tristan Vuano), 2019

### Aux éditions du Signe
- Le Meilleur de l'Alsace (photos de Maurice Rougemont, 2019)

### Chez Ar Collection Éditions
- Le Meilleur de la Bretagne (photos de Maurice Rougemont, 2023)

### Aux éditions Les Pieds dans le Plat
- Le Petit Pudlo des Bistrots (2022, 2023, 2024/2025) [12]